# Carex atrofusca
Carex atrofusca là một loài thực vật có hoa trong họ Cói. Loài này được Schkuhr mô tả khoa học đầu tiên năm 1801.

## Hình ảnh

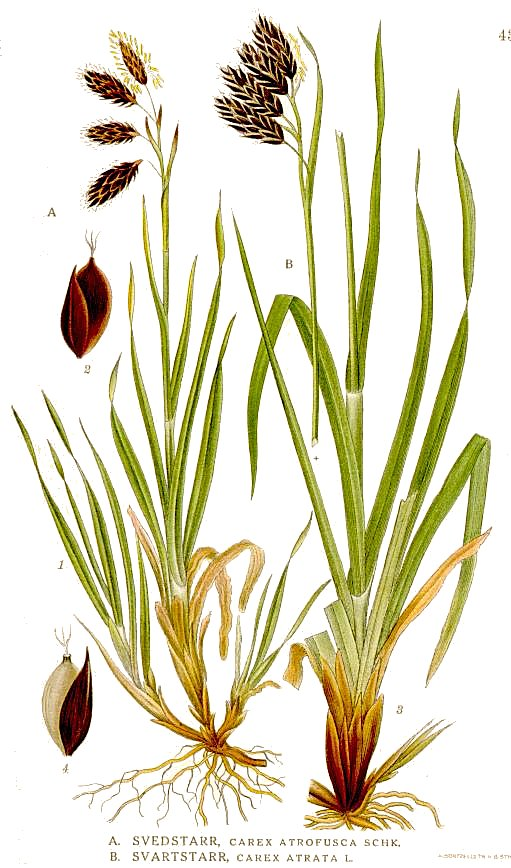